# Kanton Saint-Omer-Sud
Kanton Saint-Omer-Sud (francouzsky Canton de Saint-Omer-Sud) byl francouzský kanton v departementu Pas-de-Calais v regionu Nord-Pas-de-Calais. Tvořily ho čtyři obce. Zrušen byl po reformě kantonů 2014.

## Obce kantonu
- Longuenesse
- Saint-Omer (jižní část)
- Tatinghem
- Wizernes